# Jo Duffy

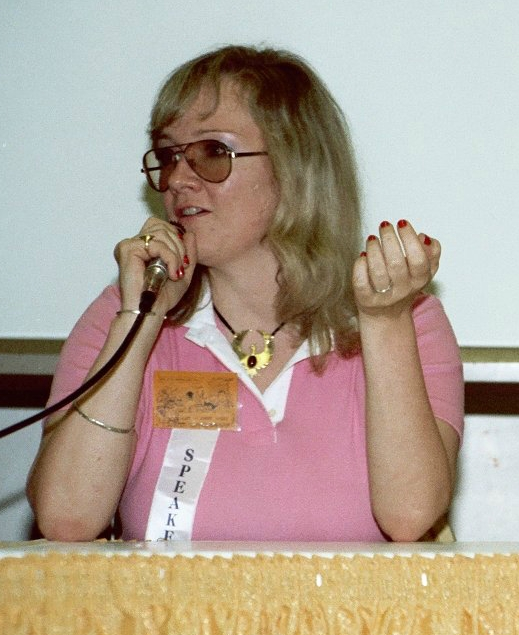
Jo Duffy

Mary Jo Duffy (* 9. Februar 1954) ist eine amerikanische Comicautorin und Redakteurin.

## Leben
Duffy wurde in den 1980er-Jahren als Redakteurin bei dem US-amerikanischen Comicverlag Marvel Comics angestellt, dem sie bis in die frühen 1990er-Jahre verbunden blieb. Zu den von ihr edierten Titeln gehörten unter anderem die Marvel-Comicserien zu den Kinofilmen Star Wars und Conan the Barbarian. 1990 übernahm Duffy zudem die Autorenschaft der populären Comicserie Wolverine.
Für DC-Comics verfasste Duffy die ersten 14 Ausgaben der 1993 gestarteten Comicserie um die verführerische Berufsdiebin Catwoman, sowie zwei Fill-In-Ausgaben der Flaggschiffserie des Verlages, Batman (#401 und 413). Für Image Comics schrieb Duffy die Serie Glory.